# Cabredo
Cabredo es una villa y municipio español de la Comunidad Foral de Navarra, situado en la merindad de Estella, en la comarca de Estella Occidental y a 80 km de la capital de la comunidad, Pamplona. Su población en 2024 fue de 75 habitantes (INE).

## Toponimia
Aparentemente el nombre del pueblo es transparente e indica 'lugar de cabras'. Sin embargo, al estar formado por el sufijo -edo, utiliza para la formación de conjuntos vegetales en la lengua castellana, Julio Caro Baroja propuso otra posible etimología basada en la palabra latina capper o capparis ('alcaparro'), por la cual capparedo o capperedo - > cabredo. El gentilicio es cabredano.
Inicialmente adscrita a la zona no vascófona por la Ley Foral 18/1986, en 2017 el Parlamento navarro aprobó el paso de Cabredo a la Zona mixta de Navarra.

## Geografía
Cabredo está situado en la parte occidental de la Comunidad Foral de Navarra, dentro de la región geográfica de la Zona media de Navarra o Navarra Media. Su término municipal tiene una superficie de 11,90 km² y limita por el norte con Genevilla; por el este con Aguilar de Codés y por el sur con Marañón.

## Demografía
Cabredo cuenta con una población de 75 habitantes (INE 2024).
| Gráfica de evolución demográfica de Cabredo entre 1842 y 2021                                                       |
| |
| Población de derecho según los censos de población del INE Población de hecho según los censos de población del INE |

## Administración y política
| 2023      | Gorka Santxo Pérez de Albéniz | EH Bildu |
| --------- | ----------------------------- | -------- |
| 2003-2007 | Ángel Jesús Sancho Martínez   | PSN-PSOE |
| 2007-     | Ángel Jesús Sancho Martínez   | PSN-PSOE |

## Personas destacadas
- San Simeón Labrador: ermitaño y santo local.
- Baltasar Jaime Martínez Compañón (1735-1797): obispo en Perú y Colombia.